# Michel Der Zakarian
Michel Der Zakarian (in armeno Միքայել Տեր–Զաքարյան?; Erevan, 18 febbraio 1963) è un allenatore di calcio ed ex calciatore armeno con cittadinanza francese, di ruolo difensore.

## Carriera
Vinse con il Nantes il campionato francese nel 1983 e con il Montpellier la Coppa di Francia nel 1991 e la Coppa di Lega nel 1992.

## Statistiche

### Cronologia presenze e reti in nazionale
| Cronologia completa delle presenze e delle reti in nazionale ― Armenia | Cronologia completa delle presenze e delle reti in nazionale ― Armenia | Cronologia completa delle presenze e delle reti in nazionale ― Armenia | Cronologia completa delle presenze e delle reti in nazionale ― Armenia | Cronologia completa delle presenze e delle reti in nazionale ― Armenia | Cronologia completa delle presenze e delle reti in nazionale ― Armenia | Cronologia completa delle presenze e delle reti in nazionale ― Armenia | Cronologia completa delle presenze e delle reti in nazionale ― Armenia |
| Data                                                                   | Città                                                                  | In casa                                                                | Risultato                                                              | Ospiti                                                                 | Competizione                                                           | Reti                                                                   | Note                                                                   |
| ---------------------------------------------------------------------- | ---------------------------------------------------------------------- | ---------------------------------------------------------------------- | ---------------------------------------------------------------------- | ---------------------------------------------------------------------- | ---------------------------------------------------------------------- | ---------------------------------------------------------------------- | ---------------------------------------------------------------------- |
| 31-8-1996                                                              | Erevan                                                                 | Armenia                                                                | 0 – 0                                                                  | Portogallo                                                             | Qual. Mondiali 1998                                                    | -                                                                      | 9’                                                                     |
| 9-10-1996                                                              | Erevan                                                                 | Armenia                                                                | 1 – 5                                                                  | Germania                                                               | Qual. Mondiali 1998                                                    | -                                                                      |                                                                        |
| 30-3-1997                                                              | Tbilisi                                                                | Georgia                                                                | 7 – 0                                                                  | Armenia                                                                | Amichevole                                                             | -                                                                      | 36’ 46’                                                                |
| 30-4-1997                                                              | Erevan                                                                 | Armenia                                                                | 0 – 0                                                                  | Irlanda del Nord                                                       | Qual. Mondiali 1998                                                    | -                                                                      |                                                                        |
| 7-5-1997                                                               | Kiev                                                                   | Ucraina                                                                | 1 – 1                                                                  | Armenia                                                                | Qual. Mondiali 1998                                                    | -                                                                      |                                                                        |
| Totale                                                                 |                                                                        | Presenze                                                               | 5                                                                      |                                                                        | Reti                                                                   | 0                                                                      |                                                                        |

### Statistiche da allenatore
Statistiche aggiornate al 21 ottobre 2024. In grassetto le competizioni vinte.
| Stagione             | Squadra              | Campionato           | Campionato | Campionato | Campionato | Campionato | Coppe nazionali | Coppe nazionali | Coppe nazionali | Coppe nazionali | Coppe nazionali | Coppe continentali | Coppe continentali | Coppe continentali | Coppe continentali | Coppe continentali | Altre coppe | Altre coppe | Altre coppe | Altre coppe | Altre coppe | Totale | Totale | Totale | Totale | % Vittorie | Piazzamento      |
| Stagione             | Squadra              | Comp                 | G          | V          | N          | P          | Comp            | G               | V               | N               | P               | Comp               | G                  | V                  | N                  | P                  | Comp        | G           | V           | N           | P           | G      | V      | N      | P      | %          | Piazzamento      |
| -------------------- | -------------------- | -------------------- | ---------- | ---------- | ---------- | ---------- | --------------- | --------------- | --------------- | --------------- | --------------- | ------------------ | ------------------ | ------------------ | ------------------ | ------------------ | ----------- | ----------- | ----------- | ----------- | ----------- | ------ | ------ | ------ | ------ | ---------- | ---------------- |
| feb.-giu. 2007       | Nantes               | L1                   | 14         | 3          | 5          | 6          | CF+CdL          | 2+0             | 0               | 1               | 1               | -                  | -                  | -                  | -                  | -                  | -           | -           | -           | -           | -           | 16     | 3      | 6      | 7      | 18,75      | Sub. 20º (retr.) |
| 2007-2008            | Nantes               | L2                   | 38         | 19         | 13         | 6          | CF+CdL          | 4+2             | 3+1             | 1+0             | 0+1             | -                  | -                  | -                  | -                  | -                  | -           | -           | -           | -           | -           | 44     | 23     | 14     | 7      | 52,27      | 2º (prom.)       |
| 2008-2009            | Nantes               | L1                   | 3          | 0          | 1          | 2          | CF+CdL          | -               | -               | -               | -               | -                  | -                  | -                  | -                  | -                  | -           | -           | -           | -           | -           | 3      | 0      | 1      | 2      | &0,00      | Eson.            |
| 2009-2010            | Clermont Foot        | L2                   | 38         | 15         | 9          | 14         | CF+CdL          | 1+4             | 0+3             | 1+0             | 0+1             | -                  | -                  | -                  | -                  | -                  | -           | -           | -           | -           | -           | 43     | 18     | 10     | 15     | 41,86      | 6º               |
| 2010-2011            | Clermont Foot        | L2                   | 38         | 12         | 16         | 10         | CF+CdL          | 4+2             | 3+1             | 0+0             | 1+1             | -                  | -                  | -                  | -                  | -                  | -           | -           | -           | -           | -           | 44     | 16     | 16     | 12     | 36,36      | 7º               |
| 2011-2012            | Clermont Foot        | L2                   | 38         | 15         | 13         | 10         | CF+CdL          | 1+1             | 0+0             | 1+0             | 0+1             | -                  | -                  | -                  | -                  | -                  | -           | -           | -           | -           | -           | 40     | 15     | 14     | 11     | 37,50      | 5º               |
| Totale Clermont Foot | Totale Clermont Foot | Totale Clermont Foot | 114        | 42         | 38         | 34         |                 | 13              | 7               | 2               | 4               |                    | -                  | -                  | -                  | -                  |             | -           | -           | -           | -           | 127    | 49     | 40     | 38     | 38,58      |                  |
| 2012-2013            | Nantes               | L2                   | 38         | 19         | 12         | 7          | CF+CdL          | 2+1             | 1+0             | 1+1             | 0+0             | -                  | -                  | -                  | -                  | -                  | -           | -           | -           | -           | -           | 41     | 20     | 14     | 7      | 48,78      | 3º               |
| 2013-2014            | Nantes               | L1                   | 38         | 12         | 10         | 16         | CF+CdL          | 1+4             | 0+3             | 0+0             | 1+1             | -                  | -                  | -                  | -                  | -                  | -           | -           | -           | -           | -           | 43     | 15     | 10     | 18     | 34,88      | 12º              |
| 2014-2015            | Nantes               | L1                   | 38         | 11         | 12         | 15         | CF+CdL          | 3+3             | 2+1             | 0+1             | 1+1             | -                  | -                  | -                  | -                  | -                  | -           | -           | -           | -           | -           | 44     | 14     | 13     | 17     | 31,82      | 14º              |
| 2015-2016            | Nantes               | L1                   | 38         | 12         | 12         | 14         | CF+CdL          | 4+1             | 2+0             | 2+1             | 0+0             | -                  | -                  | -                  | -                  | -                  | -           | -           | -           | -           | -           | 43     | 14     | 15     | 14     | 32,56      | 14º              |
| Totale Nantes        | Totale Nantes        | Totale Nantes        | 207        | 76         | 65         | 66         |                 | 27              | 13              | 8               | 6               |                    | -                  | -                  | -                  | -                  |             | -           | -           | -           | -           | 234    | 89     | 73     | 72     | 38,03      |                  |
| 2016-2017            | Stade Reims          | L2                   | 38         | 14         | 13         | 11         | CF+CdL          | 3+1             | 2+0             | 0+0             | 1+1             | -                  | -                  | -                  | -                  | -                  | -           | -           | -           | -           | -           | 42     | 16     | 13     | 13     | 38,10      | 7º               |
| 2017-2018            | Montpellier          | L1                   | 38         | 11         | 18         | 9          | CF+CdL          | 3+4             | 1+3             | 1+0             | 1+1             | -                  | -                  | -                  | -                  | -                  | -           | -           | -           | -           | -           | 45     | 15     | 19     | 11     | 33,33      | 10º              |
| 2018-2019            | Montpellier          | L1                   | 38         | 15         | 14         | 9          | CF+CdL          | 1+1             | 0+0             | 0+0             | 1+1             | -                  | -                  | -                  | -                  | -                  | -           | -           | -           | -           | -           | 40     | 15     | 14     | 11     | 37,50      | 6º               |
| 2019-2020            | Montpellier          | L1                   | 28         | 11         | 7          | 10         | CF+CdL          | 3+2             | 2+1             | 1+0             | 0+1             | -                  | -                  | -                  | -                  | -                  | -           | -           | -           | -           | -           | 33     | 14     | 8      | 11     | 42,42      | 8º               |
| 2020-2021            | Montpellier          | L1                   | 38         | 14         | 12         | 12         | CF              | 5               | 4               | 1               | 0               | -                  | -                  | -                  | -                  | -                  | -           | -           | -           | -           | -           | 43     | 18     | 13     | 12     | 41,86      | 8º               |
| 2021-2022            | Brest                | L1                   | 38         | 13         | 9          | 16         | CF              | 3               | 1               | 1               | 1               | -                  | -                  | -                  | -                  | -                  | -           | -           | -           | -           | -           | 41     | 14     | 10     | 17     | 34,15      | 11º              |
| lug.-ott. 2022       | Brest                | L1                   | 10         | 1          | 3          | 6          | CF              | -               | -               | -               | -               | -                  | -                  | -                  | -                  | -                  | -           | -           | -           | -           | -           | 10     | 1      | 4      | 6      | 10,00      | Eson.            |
| Totale Brest         | Totale Brest         | Totale Brest         | 48         | 14         | 12         | 22         |                 | 3               | 1               | 1               | 1               |                    | -                  | -                  | -                  | -                  |             | -           | -           | -           | -           | 51     | 15     | 13     | 23     | 29,41      |                  |
| feb.-giu. 2023       | Montpellier          | L1                   | 16         | 9          | 4          | 3          | CF              | -               | -               | -               | -               | -                  | -                  | -                  | -                  | -                  | -           | -           | -           | -           | -           | 16     | 9      | 4      | 3      | 56,25      | Sub., 12º        |
| 2023-2024            | Montpellier          | L1                   | 34         | 10         | 12         | 12         | CF              | 3               | 2               | 0               | 1               | -                  | -                  | -                  | -                  | -                  | -           | -           | -           | -           | -           | 37     | 12     | 12     | 13     | 32,43      | 12°              |
| lug.-ott. 2024       | Montpellier          | L1                   | 8          | 1          | 1          | 6          | CF              | 0               | 0               | 0               | 0               | -                  | -                  | -                  | -                  | -                  | -           | -           | -           | -           | -           | 8      | 1      | 1      | 6      | 12,50      | Eson.            |
| Totale Montpellier   | Totale Montpellier   | Totale Montpellier   | 200        | 71         | 68         | 61         |                 | 22              | 13              | 3               | 6               |                    | -                  | -                  | -                  | -                  |             | -           | -           | -           | -           | 222    | 84     | 71     | 67     | 37,84      |                  |
| Totale carriera      | Totale carriera      | Totale carriera      | 604        | 217        | 195        | 192        |                 | 66              | 36              | 14              | 16              |                    | -                  | -                  | -                  | -                  |             | -           | -           | -           | -           | 670    | 253    | 209    | 208    | 37,76      |                  |

## Palmarès

### Giocatore

#### Competizioni nazionali
- Campionato francese: 1

Nantes: 1982-1983
- Coppa di Francia: 1

Montpellier: 1989-1990
- Coppa di Lega francese: 1

Montpellier: 1991-1992